# Jónína Bjartmarz

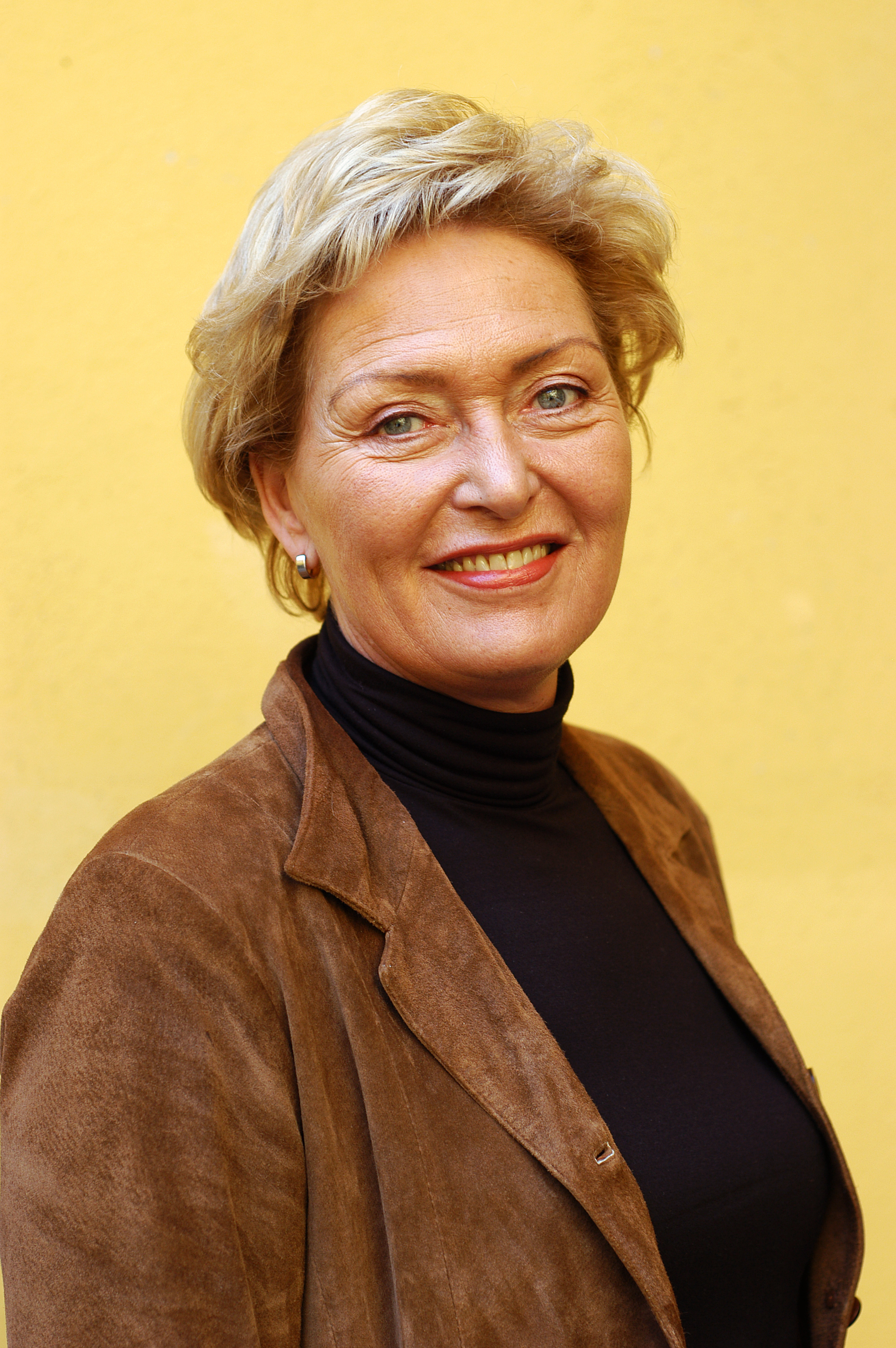
Jónína Bjartmarz

Jónína Bjartmarz (* 23. Dezember 1952 in Reykjavík) ist eine isländische Rechtsanwältin und Politikerin der Fortschrittspartei. Sie gehörte seit 2000 dem isländischen Parlament Althing an und war vom 15. Juni 2006 bis zum 24. Mai 2007 Umweltministerin. Jónína Bjartmarz verlor ihren Parlamentssitz mit den Wahlen vom 12. Mai 2007, ihre Nachfolgerin im Umweltministerium war Þórunn Sveinbjarnardóttir.
Die Entscheidungen, die von Jónína Bjartmarz in ihrer kurzen Amtszeit als Umweltministerin gefällt wurden, waren teilweise umstritten, so die Freigabe eines Straßenbauprojekts im Þingvellir-Nationalpark, das von Umweltschützern durch die Führung der Straße nahe am Þingvallavatn sehr kritisch gesehen wird.